# Kukasjärvi (Junosuando socken, Norrbotten)
Kukasjärvi är en sjö i Pajala kommun i Norrbotten och ingår i Torneälvens huvudavrinningsområde. Sjön har en area på 1,32 kvadratkilometer och ligger 271,9 meter över havet.

## Delavrinningsområde
Kukasjärvi ingår i det delavrinningsområde (751959-180110) som SMHI kallar för Utloppet av Kukasjärvi. Medelhöjden är 297 meter över havet och ytan är 32,49 kvadratkilometer. Det finns inga avrinningsområden uppströms utan avrinningsområdet är högsta punkten. Vattendraget som avvattnar avrinningsområdet har biflödesordning 4, vilket innebär att vattnet flödar genom totalt 4 vattendrag innan det når havet efter 300 kilometer. Avrinningsområdet består mestadels av skog (65 procent) och sankmarker (29 procent). Avrinningsområdet har 1,32 kvadratkilometer vattenytor vilket ger det en sjöprocent på 4,1 procent.